# Ciketak
Ciketak is een bestuurslaag in het regentschap Kuningan van de provincie West-Java, Indonesië. Ciketak telt 1273 inwoners (volkstelling 2010).